# Joachim Behnke
Joachim Behnke (* 8. Dezember 1962) ist ein deutscher Politikwissenschaftler. Seit 2008 hat er an der Zeppelin Universität in Friedrichshafen die Professur für Politikwissenschaft inne. In seiner Forschung beschäftigt er sich schwerpunktmäßig mit Wahlsystemen in Deutschland und Wahlverhalten. Darüber hinaus veröffentlichte er Bücher über Entscheidungs- und Spieltheorie, Methoden der empirischen politikwissenschaftlichen Forschung und statistische Datenanalyse.

## Werdegang
Behnke besuchte das Georg-Wilhelm-Steller-Gymnasium in Bad Windsheim und absolvierte dort 1982 das Abitur. Anschließend nahm er an der Ludwig-Maximilians-Universität in München ein Studium in den Fächern Theaterwissenschaft, Philosophie, Kommunikationswissenschaft, Volkswirtschaftslehre und Politikwissenschaft auf, wofür er von 1982 bis 1989 eine Förderung durch das Stipendium für besonders Begabte des Landes Bayern erhielt. 1990 schloss er mit dem Magister Artium in Kommunikationswissenschaft, Volkswirtschaftslehre und Politikwissenschaft ab.
Zur Promotion wechselte er anschließend an die Otto-Friedrich-Universität in Bamberg und arbeitete dort parallel zu seinem Promotionsverfahren als wissenschaftlicher Mitarbeiter von 1991 bis 1996 in einem Forschungsprojekt unter der Leitung von Hans Rattinger über Einflussfaktoren auf außenpolitische Einstellungen sowie ab 1997 am Lehrstuhl für Politische Theorie von Reinhard Zintl. 1998 wurde Behnke mit seiner Arbeit Räumliche Modelle der sachfragenorientierten Wahlentscheidung promoviert. Anschließend wurde er 1999 innerhalb des Lehrstuhls wissenschaftlicher Assistent. Mit seiner Arbeit Das Wahlsystem der Bundesrepublik Deutschland. Logik, Technik und Praxis der Verhältniswahl habilitierte er dort im Januar 2006.
Im April 2006 kehrte er an die Universität München zurück und war dort knapp zwei Jahre lang als Vertretungsprofessor am Lehrstuhl für Empirische Politikforschung und Politikfeldanalyse tätig. Im März 2008 erhielt er eine Professur an der Zeppelin Universität in Friedrichshafen, wo er den Lehrstuhl für Politikwissenschaft übernahm.
Im Jahr 2022 wurde Behnke von Bundestagspräsidentin Bärbel Bas in die Kommission zur Reform des Wahlrechts und zur Modernisierung der Parlamentsarbeit des Bundestags berufen.

## Politisches Engagement
Behnke war Mitglied bei den Grünen, ist aber im Sommer 2023 ausgetreten.

## Werke (Auswahl)
- Räumliche Modelle der sachfragenorientierten Wahlentscheidung. Verlag Dr. Kovač, Hamburg 1999.
- mit Nathalie Behnke: Grundlagen der Statistischen Datenanalyse. Eine Einführung für Politikwissenschaftler. VS Verlag für Sozialwissenschaften, Wiesbaden 2006.
- Das Wahlsystem der Bundesrepublik Deutschland. Logik, Technik und Praxis der Verhältniswahl. Nomos, Baden-Baden 2007.
- mit Nina Baur und Nathalie Behnke: Empirische Methoden der Politikwissenschaft. Verlag Ferdinand Schöningh / UTB, Paderborn 2006. (2010 in 2. Auflage erschienen)
- Entscheidungs- und Spieltheorie. Nomos / UTB, Baden-Baden 2013.
- Logistische Regressionsanalyse. Eine Einführung. Springer VS, Wiesbaden 2014.